# أبو الحناء أبيض الحنجرة

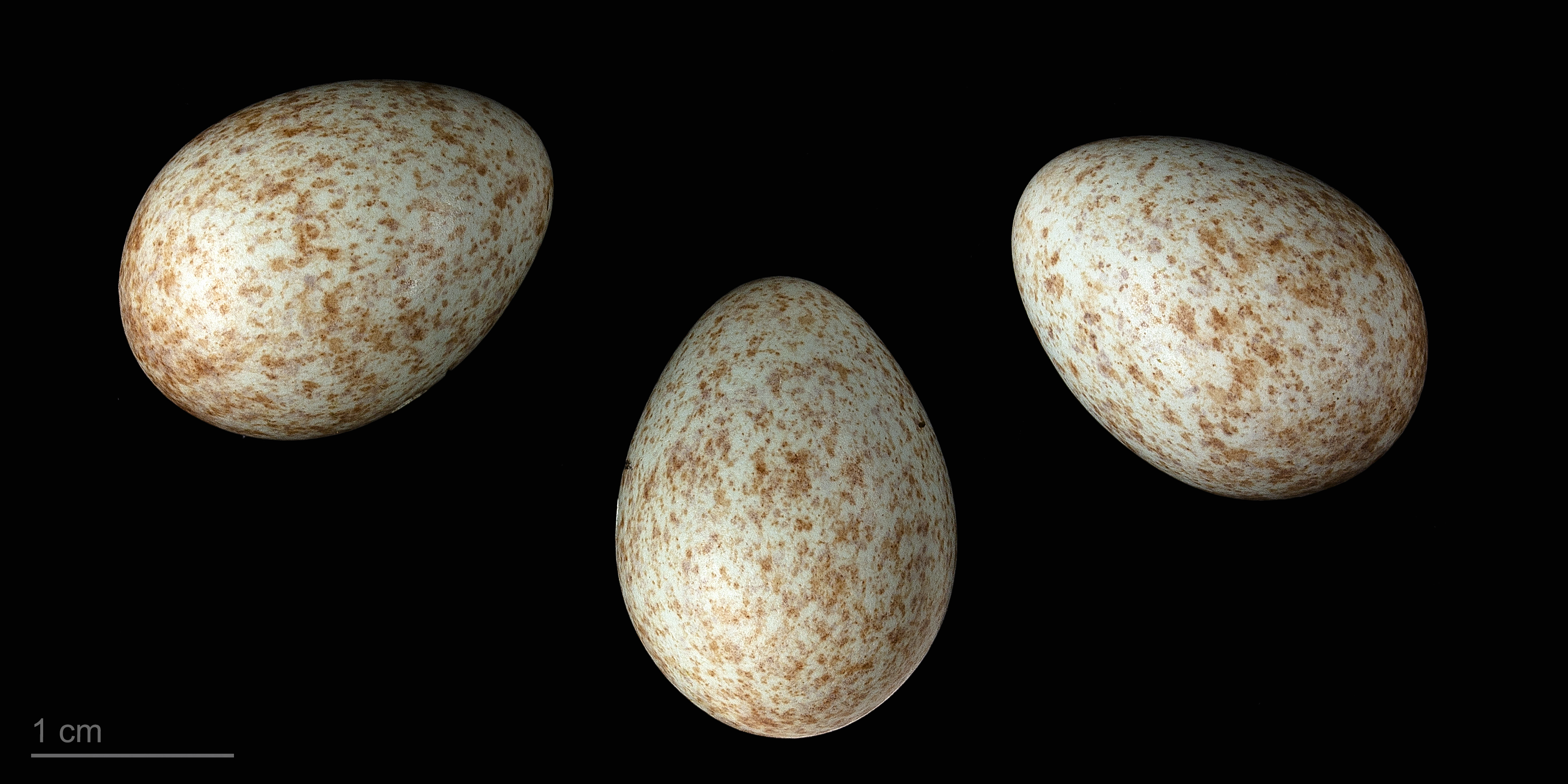
Irania gutturalis

أبو الحناء أبيض الزور (الاسم العلمي: Irania  gutturalis) (بالإنجليزية: White-throated Robin)‏ هو طائر ينتمي إلى صائدة الذباب (فصيلة: Muscicapidae).